# Charles M. Seay
Charles M. Seay (Atlanta, 22 maggio 1867 – Palestine, 12 novembre 1944) è stato un regista, sceneggiatore e attore statunitense attivo all'epoca del muto.

## Biografia
Charles M. Seay lavorò come regista, attore e sceneggiatore presso Edison Company nei primi anni dieci del Novecento. Ha diretto oltre 80 cortometraggi e il suo nome appare saltuariamente anche nella produzione di qualche pellicola. Insieme ad altri registi ha fatto parte del cast di The Squab Farm, commedia musicale di Broadway sull'industria cinematografica.

## Filmografia

### Regista
- The Suit Case Mystery (1910)
- Saving the Game – cortometraggio (1912)
- The Public and Private Care of Infants – cortometraggio (1912)
- When Joey Was on Time – cortometraggio (1912)
- What Katie Did  – cortometraggio (1912)
- It Is Never Too Late to Mend – cortometraggio (1913)
- The Office Boy's Birthday – cortometraggio (1913)
- A Heroic Rescue – cortometraggio (1913)
- Aunt Elsa's Visit – cortometraggio (1913)
- Superstitious Joe  – cortometraggio (1913)
- Between Orton Junction and Fallonville – cortometraggio (1913)
- A Shower of Slippers – cortometraggio (1913)
- The One Hundred Dollar Elopement – cortometraggio (1913)
- The Two Merchants – cortometraggio (1913)
- By Mutual Agreement – cortometraggio (1913)
- Bragg's New Suit – cortometraggio (1913)
- Othello in Jonesville – cortometraggio (1913)
- Two Little Kittens – cortometraggio (1913)
- A Taste of His Own Medicine – cortometraggio (1913)
- Circumstances Make Heroes – cortometraggio (1913)
- Scenes of Other Days – cortometraggio (1913)
- The Abbeville Court House – cortometraggio (1913)
- The Red Old Hills of Georgia – cortometraggio (1913)
- Bobbie's Long Trousers – cortometraggio (1913)
- A Mistake in Judgment – cortometraggio (1913)
- The Girl, the Clown and the Donkey – cortometraggio
- The Embarrassment of Riches – cortometraggio (1913)
- Mr. Toots' Tooth – cortometraggio (1913)
- Hiram Green, Detective – cortometraggio (1913)
- The Horrible Example – cortometraggio (1913)
- His Nephew's Scheme – cortometraggio (1913)
- A Sense of Humor – cortometraggio (1913)
- Teaching His Wife a Lesson – cortometraggio (1913)
- The Janitor's Quiet Life – cortometraggio (1913)
- Stanton's Last Fling – cortometraggio (1914)
- The Adventure of the Actress' Jewels – cortometraggio (1914)
- The Janitor's Flirtation – cortometraggio (1914)
- How Bobby Called Her Bluff – cortometraggio (1914)
- The Adventure of the Extra Baby – cortometraggio (1914)
- Courting Betty's Beau – cortometraggio (1914)
- Mr. Sniffkins' Widow, regia di Charles M. Seay – cortometraggio (1914)
- The Adventure of the Alarm Clock – cortometraggio  (1914)
- Dinkelspiel's Baby – cortometraggio (1914)
- The Missing Twenty-Five Dollars – cortometraggio (1914)
- The Adventure of the Stolen Papers – cortometraggio (1914)
- A Week-End at Happyhurst – cortometraggio (1914)
- The Adventure of the Counterfeit Money – cortometraggio (1914)
- Seraphina's Love Affair – cortometraggio (1914)
- The Adventure of the Missing Legacy – cortometraggio (1914)
- The Mysterious Package – cortometraggio (1914)
- An Up-to-Date Courtship – cortometraggio (1914)
- The Adventure of the Absent-Minded Professor – cortometraggio (1914)
- His Wife's Burglar – cortometraggio (1914)
- A Deal in Statuary – cortometraggio (1914)
- A Tango Spree – cortometraggio (1914)
- Faint Heart Ne'er Won Fair Lady – cortometraggio (1914)
- A Change of Business – cortometraggio (1914)
- The Adventure of the Pickpocket – cortometraggio (1914)
- A Village Scandal – cortometraggio (1914)
- A Summer Resort Idyll – cortometraggio (1914)
- Sheep's Clothing – cortometraggio (1914)
- The Adventure of the Hasty Elopement – cortometraggio (1914)
- Twins and Trouble – cortometraggio (1914)
- In a Prohibition Town – cortometraggio (1914)
- The Adventure of the Smuggled Diamonds – cortometraggio (1914)
- Jenks and the Janitor – cortometraggio (1914)
- The Everlasting Triangle, co-regia di John H. Collins – cortometraggio (1914)
- The Adventure of the Lost Wife – cortometraggio (1914)
- A Millinery Mix-Up – cortometraggio (1914)
- A Double Elopement – cortometraggio (1914)
- The Adventure of the Wrong Santa Claus – cortometraggio (1914)
- Fantasma (1914)
- Uncle Crusty – cortometraggio (1915)
- Lena – cortometraggio (1915)
- To Make the Nation Prosper – cortometraggio (1915)
- A Weighty Matter for a Detective – cortometraggio (1915)
- When Gratitude Is Love – cortometraggio (1915)
- The Heart of a Waif – cortometraggio (1915)
- Jack Kennard, Coward – cortometraggio (1915)
- An Innocent Thief – cortometraggio (1915)
- Their Own Ways – cortometraggio (1915)
- Blue Grass (1915)
- La figlia del mare (A Daughter of the Sea) (1915)
- A Circus Romance (1916)
- When Bobby Broke His Arm – cortometraggio (1915)
- Jan of the Big Snows (1922)

### Sceneggiatore
- Mike, the Miser, regia di Bannister Merwin (1911)
- Bob and Rowdy – cortometraggio (1911)
- The Black Arrow, regia di Oscar C. Apfel – cortometraggio (1911)
- The Sign of the Three Labels, regia di J. Searle Dawley – cortometraggio (1911)
- Saving the Game, regia di  Charles M. Seay – cortometraggio (1912)
- What Katie Did, regia di  Charles M. Seay – cortometraggio (1912)
- It Is Never Too Late to Mend - regia di Charles M. Seay – cortometraggio (1913)
- The Office Boy's Birthday, regia di Charles M. Seay – cortometraggio (1913)
- A Heroic Rescue, regia di Charles M. Seay – cortometraggio (1913)
- Aunt Elsa's Visit, regia di Charles M. Seay – cortometraggio (1913)
- Superstitious Joe, regia di Charles M. Seay – cortometraggio (1913)
- The Long and Short of It – cortometraggio (1913)
- Between Orton Junction and Fallonville, regia di Charles M. Seay – cortometraggio (1913)
- The Two Merchants, regia di Charles M. Seay – cortometraggio (1913)
- Bragg's New Suit, regia di Charles M. Seay – cortometraggio (1913)
- A Tardy Recognition, regia di George A. Lessey – cortometraggio (1913)
- The Embarrassment of Riches, regia di Charles M. Seay – cortometraggio (1913)
- The Horrible Example, regia di Charles M. Seay – cortometraggio (1913)
- Stanton's Last Fling, regia di Charles M. Seay – cortometraggio
- The Missing Twenty-Five Dollars, regia di Charles M. Seay – cortometraggio (1914)
- A Week-End at Happyhurst, regia di Charles M. Seay – cortometraggio (1914)
- The Two Doctors, regia di George Lessey – cortometraggio (1914)
- A Village Scandal, regia di Charles M. Seay – cortometraggio (1914)
- A Summer Resort Idyll, regia di Charles M. Seay – cortometraggio (1914)
- Sheep's Clothing, regia di Charles M. Seay – cortometraggio (1914)
- The Everlasting Triangle, regia di John H. Collins e Charles M. Seay – cortometraggio (1914)
- Uncle Crusty, regia di Charles M. Seay – cortometraggio (1915)
- To Make the Nation Prosper, regia di Charles M. Seay – cortometraggio (1915)
- A Weighty Matter for a Detective, regia di Charles M. Seay – cortometraggio (1915)
- Bobby's Secret, regia di Charles M. Seay – cortometraggio (1917)
- When Bobby Broke His Arm, regia di Charles M. Seay (1917)

### Attore (parziale)
- The Little Organist – cortometraggio (1912)